# Buenavista (Quezon)
Buenavista è una municipalità di quarta classe delle Filippine, situata nella Provincia di Quezon, nella regione di Calabarzon.
Buenavista è formata da 37 baranggay:
- Bagong Silang
- Batabat Norte
- Batabat Sur
- Buenavista
- Bukal
- Bulo
- Cabong
- Cadlit
- Catulin
- Cawa
- De La Paz
- Del Rosario
- Hagonghong
- Ibabang Wasay
- Ilayang Wasay
- Lilukin
- Mabini
- Mabutag
- Magallanes

- Maligaya (Esperanza)
- Manlana
- Masaya
- Poblacion
- Rizal
- Sabang Pinamasagan
- Sabang Piris
- San Diego
- San Isidro Ibaba
- San Isidro Ilaya
- San Pablo
- San Pedro (Villa Rodrigo)
- San Vicente
- Siain
- Villa Aurora
- Villa Batabat
- Villa Magsaysay
- Villa Veronica